# Beregsău Mare, Timiș
Beregsău Mare (germană Grossberegsau, Grossberksoff, maghiară Beregszo) este un sat în comuna Săcălaz din județul Timiș, Banat, România.

## Istoric
Localitatea Beregsău Mare este atestată la anul 1335, sub forma de Beregszo. Următoarea consemnare medievală este una de ordin heraldic: Diploma cu blazon acordată de Iancu de Hunedoara la 1448 lui Petru de Beregsău. În 1561 Coroana regală ungară a atribuit satul și hotarul acestuia lui Kanjorfoldi Karacsanyi. În 1717 localiatea apare cu denumirea de Berex - Shock, ceea ce ar însemna „Curtea Beregh”, urmând o depopulare a localității. După unele indicii din hărțile atlasului oficial, satul a fost repopulat, foarte probabil între anii 1761 și 1785. 

## Localizare
Se situează la 18 km vest de municipiul Timișoara, pe drumul național DN59A Timișoara - Jimbolia. Are haltă la calea ferată Timișoara-Jimbolia. Se învecinează la est cu Săcălaz (8 km), la vest cu Cărpiniș (10 km) iar la sud-vest cu Beregsău Mic (4 km).

## Obiective turistice

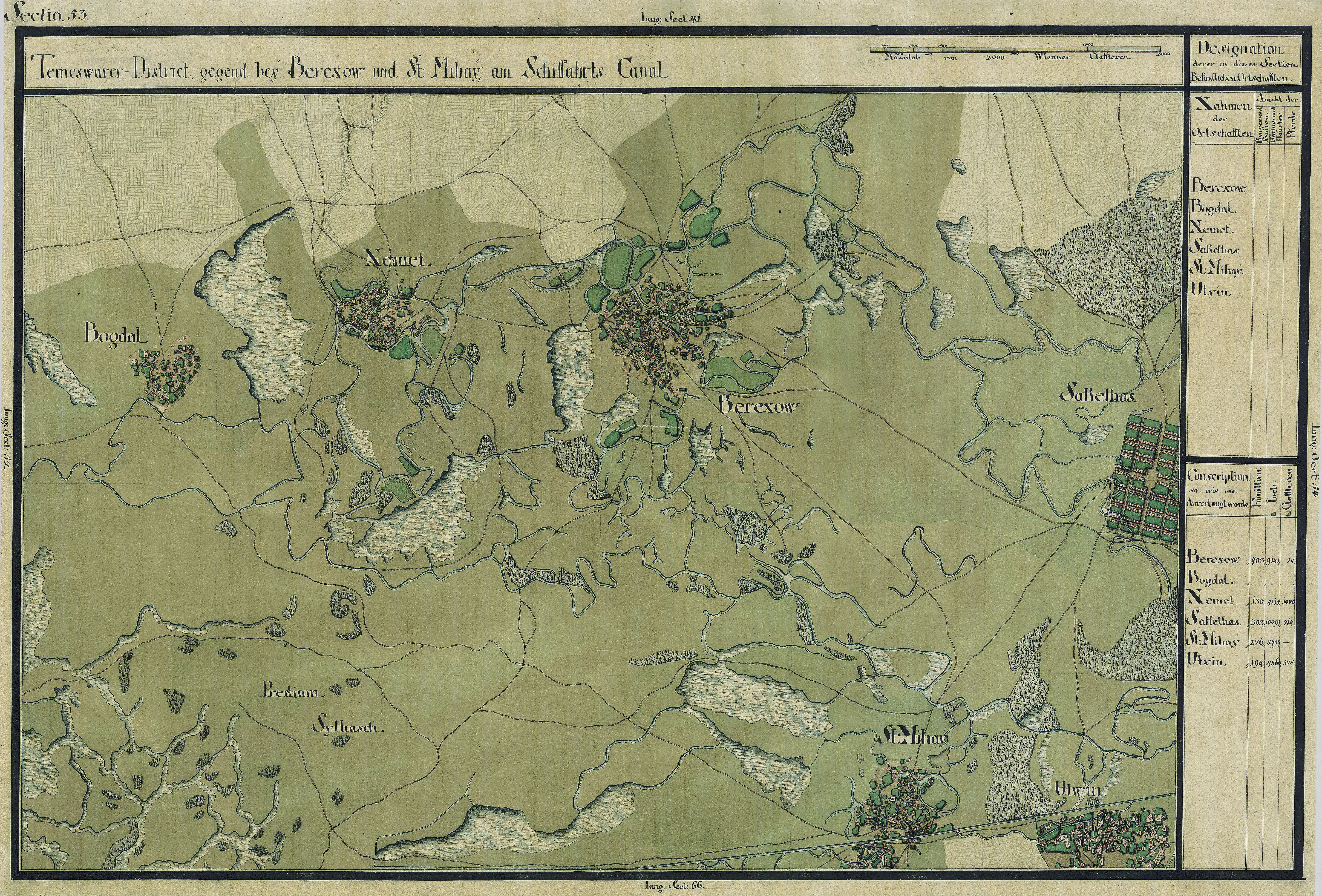
Beregsău Mare în Harta Iosefină a Banatului, 1769-72

- Biserica ortodoxă "Sfântul Mucenic Gheorghe"  din 1793, pictată în secolul XIX